# ディーコン・ブルー

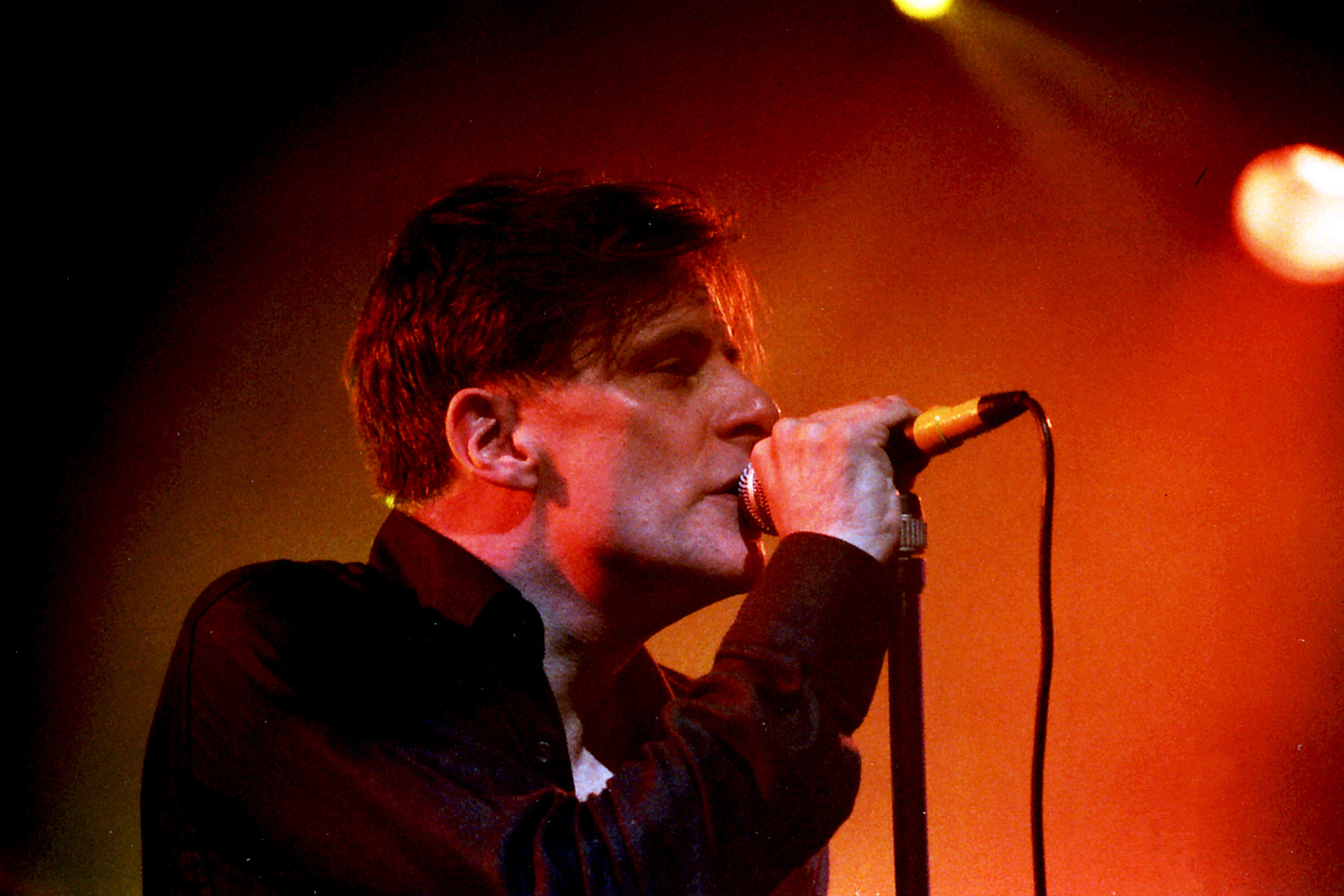
リッキー・ロス（2006年）

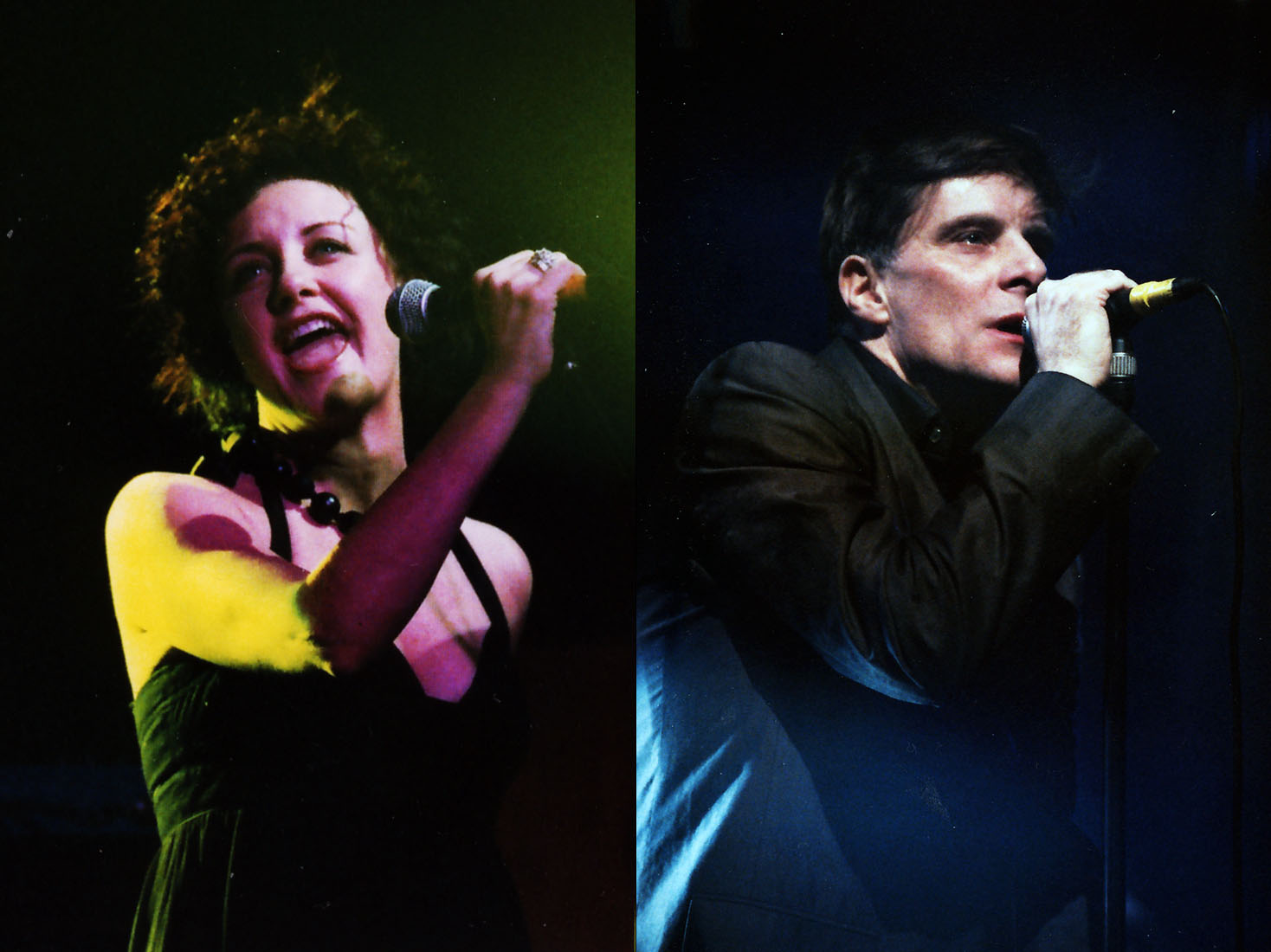
ロレイン・マッキントッシュ（左）とリッキー・ロス

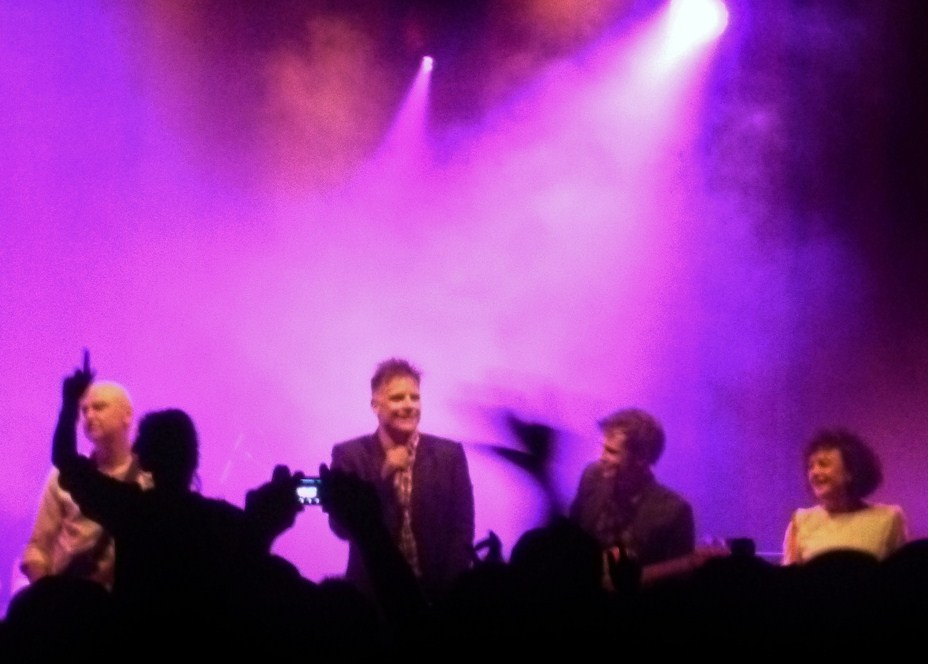
ディーコン・ブルー（2011年）

ディーコン・ブルー（Deacon Blue）は、イギリスのポップ・バンド。

## 略歴
スティーリー・ダンのアルバム『彩（エイジャ）』に収録されている「ディーコン・ブルース」からその名をとったグラスゴー出身の6人組バンド。1987年に結成され本国では国民的バンドとして知られるが、日本ではあまりメジャーではない。1994年に解散するも、1999年に再結成。

## メンバー

### 現在のメンバー
- リッキー・ロス (Ricky Ross) – リード・ボーカル、ピアノ
- ジェームス・プライム (James Prime) – キーボード、ピアノ
- ロレイン・マッキントッシュ (Lorraine McIntosh) – ボーカル、パーカッション
- ダグラス・ヴァイポンド (Dougie Vipond) – ドラム、パーカッション
- グレゴール・フィリップ (Gregor Philp) – ギター
- ルイス・ゴードン (Lewis Gordon) – ベース

### 旧メンバー
- グリーム・ケリング (Graeme Kelling) – ギター
- ユーアン・ヴァーナル (Ewen Vernal) – ベース、キーボード・ベース
- ミック・スレイヴン (Mick Slaven) – ギター
- スコット・フレイザー (Scott Fraser) – ベース
- タージ・ウィズゴフスキー (Taj Wyzgowski) – ギター
- ゲッド・グライムス (Ged Grimes) – ベース
- クリス・ヘンダーソン (Chris Henderson) - ドラム

## ディスコグラフィ

### スタジオ・アルバム
- 『レインタウン』 - Raintown (1987年、Columbia)
- 『エンジェル』 - When the World Knows Your Name (1989年、Columbia)
- 『グラスゴーより愛をこめて』 - Fellow Hoodlums (1991年、Columbia)
- 『セイ・ナッシング』 - Whatever You Say, Say Nothing (1993年、Columbia)
- Walking Back Home (1999年、Columbia) ※一部コンピレーション
- Homesick (2001年、Papillon)
- The Hipsters (2012年、Demon Music)
- A New House (2014年、Medium Wave)
- Believers (2016年、Earmusic)
- City of Love (2020年、Earmusic)
- Riding on the Tide of Love (2021年、Earmusic)[1]

### ライブ・アルバム
- Live (2008年、P3 Music)
- Live at the Glasgow Barrowlands (2017年、Ear Music)

### EP
- Four Bacharach & David Songs (1990年)

### コンピレーション・アルバム
- Riches (1988年、Columbia)
- 『ラスベガス』 - Ooh Las Vegas (1990年、Columbia)
- 『ザ・グレイテスト・ヒッツ』 - Our Town – The Greatest Hits (1994年、Columbia)
- Riches & More (1997年、Columbia)
- The Very Best of Deacon Blue (2001年、Columbia)
- Singles (2006年、Columbia)
- Dignity - The Best of Deacon Blue (2009年、Camden)
- The Rest (2012年、Edsel)

## 来日公演
- 1993年4月から5月にかけ、「I.W.ハーパー・ゴールドライブ」で来日し、4/30、5/1、5/5に東京（渋谷クラブクアトロ）、5/3に大阪（心斎橋クラブクアトロ）、5/4に名古屋（名古屋クラブクアトロ）にて「I.W. Harper DEACON BLUE JAPAN TOUUR '93」（招聘・制作／ウドー音楽事務所、協力／EPICソニー・レコード）を公演。

→渋谷クラブクアトロでのセットリスト（5/1）

## 関連事項
- ジェイミー・カラム - アルバム『ザ・パースート』からのファースト・シングル（en:I'm All Over It）にジェイミー・カラムがソングライターとして参加。